# Spearow
Spearow (japanski: オニスズメ  Onisuzume) jedan je od 1025 fiktivnih vrsta Pokémona iz medijske franšize Pokémon, skupa Pokémon videoigara, animiranih serija, manga stripova, knjiga, igraćih karata i drugih medija kojima je tvorac Satoshi Tajiri. Svrha je Spearowa u videoigrama, animiranoj seriji i manga stripovima, kao i svrha ostalih Pokémona, borba s divljim Pokémonima – neukroćenim stvorenjima koje igrači i likovi pronalaze dok kreću na razne avanture – i pripitomljenim Pokémonima drugih Pokémon trenera.

## Etimologijaimena
Ime Spearow kombinacija je engleskih riječi "spear" = koplje, odnoseći se na ratobornu narav ovog Pokémona, i "sparrow" = vrabac, odnoseći se na stvarnu životinju na čijem se liku temelji lik Spearowa.
Njegovo japansko ime, Onisuzume, može se doslovno protumačiti kao 鬼雀, demonski vrabac.

## Pokédex podaci
- Pokémon Red/Blue: Hrani se kukcima u travnatim područjima. Mora mahati svojim kratkim krilima velikom brzinom kako bi se održao u zraku.
- Pokémon Yellow: Nije sposoban letjeti veoma visoko. Ipak, sposoban je poduzimati veoma brze letove kako bi zaštitio svoje područje.
- Pokémon Gold: Hitro zamahuje svojim kratkim krilima kako bi istjerao kukce iz visoke trave, a zatim ih kljuca svojim kusastim kljunom.
- Pokémon Silver: Veoma zaštitnički nastrojen prema svom području, užurbano će zamahivati svojim kratkim krilima kako bi letjeo uokolo velikom brzinom.
- Pokémon Crystal: Kako bi zaštitio svoje područje, neprestano leti uokolo glasajući se veoma visokim tonovima.
- Pokémon Ruby/Sapphire: Spearow se glasa veoma visokim tonovima koje se može čuti i do kilometar daleko. Ako je visoko, uzvici se šire uokolo, upozoravajući ostale na opasnost.
- Pokémon Emerald: Njegovi se kreštavi uzvici mogu čuti i do kilometar daleko. Ako je visoko, uzvici se šire uokolo, upozoravajući ostale na opasnost.
- Pokémon FireRed: Užurbano leti uokolo. Unatoč svojoj krhkosti, sposoban je uzvratiti protivniku tehnikom Zrcalnog kretanja.
- Pokémon LeafGreen: Hrani se kukcima u travnatim područjima. Mora mahati svojim kratkim krilima velikom brzinom kako bi se održao u zraku.
- Pokémon Diamond/Pearl: Užurbano zamahuje kratkim krilima kako bi se održao u zraku. Koristeći se svojim kljunom, pretražuje travu za plijenom.

## U videoigrama
Spearow je prisutan u gotovo svim igrama do sada; jedini izuzeci ovog pravila su Pokémon Ruby, Sapphire i Emerald. 
U svim regijama, postoje evolucijski lanci Normalnih/Letećih Pokémona koje igrač susreće na samom početku igre i koji su veoma čest primjer u divljini. Spearow je, uz Pidgeya, karakterističan za Kanto regiju.

## Tehnike
| Prirodne tehnike                | Prirodne tehnike | Prirodne tehnike |
| ------------------------------- | ---------------- | ---------------- |
| Tehnika                         | Vrsta tehnike    | Razina           |
| Kljucanje (Peck)                | Leteći           |                  |
| Režanje (Growl)                 | Normalni         |                  |
| Opaki pogled (Leer)             | Normalni         | 5                |
| Bijesni napad (Fury Attack)     | Normalni         | 9                |
| Potjera (Pursuit)               | Mračni           | 13               |
| Zračni as (Aerial Ace)          | Leteći           | 17               |
| Zrcalno kretanje (Mirror Move)  | Leteći           | 21               |
| Okretnost (Agility)             | Psihički         | 25               |
| Jamstvo (Assurance)             | Mračni           | 29               |
| Lijeganje (Roost)               | Leteći           | 33               |
| Bušenje kljucanjem (Drill Peck) | Leteći           | 37               |

## Statistike
| HP:      | 40 |  |
| Attack:  | 60 |  |
| Defense: | 30 |  |
| Special: | 31 |  |
| SpAtk:   | 31 |  |
| SpDef:   | 31 |  |
| Speed:   | 70 |  |

Statistika Special korištena je samo tijekom prve generacije; kasnije je podijeljenja na Special Attack i Special Defense statistike.

## U animiranoj seriji
Spearow se prvi put pojavljuje u prvoj Pokemon epizodi "Pokémon, ja biram tebe!". Ash Ketchum pokušao ga je uloviti, no nije uspio s obzirom na to da ga njegov Pikachu nije htio poslušati. Ash je na Spearowa ljutito bacio kamen, a Spearow je dozvao jato ostalih Spearowa da bi ozlijedili Asha i njegovog Pikachua.
Isti se Spearow bio razvio u Fearowa nešto prije epizode "Pallet Party Panic", u kojoj se pojavio kao vođa jata Spearowa koje je živjelo u Viridian šumi. Ashov Pidgeotto se bio razvio u Pidgeota kako bi zaštitio jato Pidgeya i Pidgeotta koje je Fearow terorizirao. 
Još se jedan Spearow pojavio u epizodi "The Lost Lapras" i bio je u vlasništvu jednog od trojice trenera koji su terorizirali mladog Laprasa (kojeg je Ash spasio i uhvatio).